# Riverhawks de Cincinnati
Les Riverhawks de Cincinnati (en anglais : Cincinnati Riverhawks) sont un ancien club américain de soccer, basé à Kings Mills, en banlieue de Cincinnati, en Ohio, et fondé en 1997. Après une saison en PDSL, le club évolue en A-League, la seconde division nord-américaine de 1998 à 2003 avant de cesser ses activités.

## Histoire
Les Riverhawks de Cincinnati étaient une équipe professionnelle de la banlieue Cincinnati, en Ohio, propriété du Cincinnati Soccer Club. En 1997, le club est tout d'abord engagé en PDSL, le quatrième échelon nord-américain, dans la division Mid-South. L'équipe termine finalement la saison à la première place, accédant ainsi aux séries éliminatoires avant de tomber contre le rival de la même division, les Chargers de Jackson, en finale de division.
En 1998, les Riverhawks rejoignent la A-League et la division Central. Les débuts sont compliqués et la première saison dans la seconde division se solde par une cinquième place, ne permettant pas d'atteindre la phase finale malgré 11 victoires et 17 défaites. De 1999 à 2001, Cincinnati obtient un bilan négatif et une dernière place à chacune de ses campagnes, enregistrant de très nombreuses défaites. 
La saison 2002 est dans la continuité même si l'équipe termine troisième et avant-dernière de sa division puisqu'elle remporte huit rencontres contre vingt défaites. Jusqu'en 2003, les Riverhawks échouent chaque année un cran au-dessus de la dernière place et ces performances, ainsi que la chute progressive de l'affluence, contraignent les dirigeants de la franchise à dissoudre cette dernière à l'issue de la saison 2003.
Durant leur existence, les Riverhawks de Cincinnati ont noué des partenariats avec la franchise voisine évoluant en Major League Soccer, le Crew de Columbus ainsi que le Revolution de la Nouvelle-Angleterre.

### Historique du logo

Logo de 1997 à 2000
Logo en 2001
Logo en 2002 et 2003

### Palmarès
| Compétitions nationales                                 |
| - En PDSL : - Champion de la Mid-South Division en 1997 |

## Saisons
| Année | Ligue    | Niveau | Saison régulière | Séries             | Affluence | US Open Cup  |
| ----- | -------- | ------ | ---------------- | ------------------ | --------- | ------------ |
| 1997  | PDSL     | 4      | 1er, Mid-South   | Finale de division | 1 346     | Non qualifié |
| 1998  | A-League | 2      | 5e, Central      | Non qualifié       | 1 624     | Non qualifié |
| 1999  | A-League | 2      | 7e, Central      | Non qualifié       | 903       | Non qualifié |
| 2000  | A-League | 2      | 6e, Central      | Non qualifié       | 486       | Non qualifié |
| 2001  | A-League | 2      | 7e, Central      | Non qualifié       | 876       | Non qualifié |
| 2002  | A-League | 2      | 3e, Central      | Non qualifié       | 734       | Non qualifié |
| 2003  | A-League | 2      | 4e, Central      | Non qualifié       | 377       | Non qualifié |

## Personnel

### Joueurs notables
| - Jason Cairns - Eric Descombes - Gino DiFlorio | - Leslie Fitzpatrick - Ryan Lucas - John McGinlay | - JT Roberts - Greg Sutton - Teodor Matis |

### Entraîneur
Durant toute leur existence, les Riverhawks ne connaissent qu'un seul entraîneur en la personne de Nick Ranieri.

## Stades
- Galbreath Field de Kings Mills (1997-2003)